# Oftalmoplegia
Oftalmoparesia é uma doença neurológica caracterizada pelo enfraquecimento de um ou mais músculos do olho, dificultando assim alguns ou todos movimentos dos olhos. Pode evoluir para Oftalmoplegia, ou seja, paralisia dos músculos do olho.

## Classificação

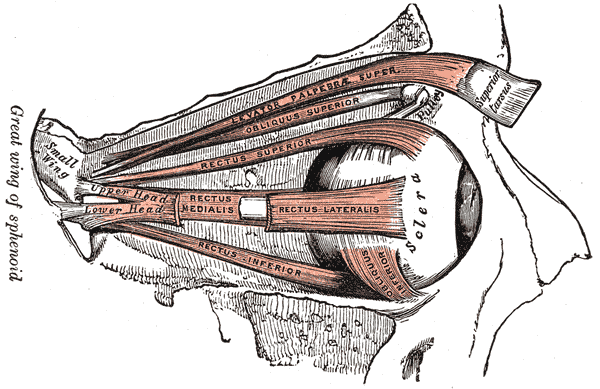
Músculos oculares

É classificada dependendo do(s) músculo(s) afetado(s) em: superior, inferior, oblíqua, esquerda, direita, vertical, lateral ou total.

## Causas
O comprometimento neurológico do 3, 4 ou 6 pares cranianos (nervo oculomotor, nervo troclear ou nervo abducente) ou lesão muscular que levam à oftalmoparesia e oftalmoplegia pode ser causado por:
- Neuropatia diabética
- Acidente vascular cerebral
- Picadas de certas cobras venenosas, incluindo Kraits, Mambas e Taipans
- Esclerose múltipla
- Síndrome de Parinaud
- Miastenia grave
- Tumor cerebral
- Trauma físico
- Deficiência de vitamina B1, como acontece nas hepatites e cirroses hepáticas - síndrome de Wernicke-Korsakoff
- Síndrome de Kearns-Sayre (oftalmoplegia lateral progressiva)
- Doença de Graves (hipertiroidismo autoimune)

## Sinais e sintomas
Inicialmente um ou mais músculos oculares começam a enfraquecer e uma das pálpebras cai (ptose). Outros sintomas dependem da doença primária, que se não tratada adequadamente resulta em dificuldade em mover um ou ambos os olhos e pode evoluir para a incapacidade de fazê-lo. Pode haver dor nos olhos e dores de cabeça associadas à perda da visão periférica.

## Tratamento
Depende da causa que originou a oftalmoparesia. 